# برايان غانت
برايان غانت هو لاعب كرة قدم كندي، ولد في 23 أبريل 1952 في فانكوفر في كندا. شارك مع منتخب كندا لكرة القدم. أما مع النوادي، فقد لعب مع فانكوفر وايتكابس.